# 早川三代治
早川 三代治（はやかわ みよじ、1895年（明治28年）6月22日 - 1962年（昭和37年）8月28日）は、日本の経済学者、小説家。正五位。

## 略歴
北海道小樽市生まれ。北海道帝国大学卒業後、経済学を学ぶためにドイツに留学し、ウィーンでヨーゼフ・シュンペーターに面会し、指導を受ける。帰国後、レオン・ワルラスやヴィルフレド・パレートを日本に紹介し、北海道を中心に所得調査を行い、日本の所得分布でパレートの法則を検証した論文を発表した。また、北海道帝国大学、小樽経済専門学校・小樽商科大学、早稲田大学で教鞭を取り、早稲田大学で経済学博士の学位を取得している。
一方で、東北帝国大学農科大学予科在学時に有島武郎の教えを受け、文学に傾倒し、その後島崎藤村に師事し、多くの小説・戯曲・随筆を創作した。代表作に道東の開拓地を舞台とした長編小説「土と人」（五部作）がある。
弟に『アイヌの民俗（民俗民芸双書）』を著した民俗学者の早川昇がいる。早大時代の教え子にニュースキャスターの筑紫哲也がいる。

## 年譜[1]
- 1895年（明治28年） 小樽区入船町（現・小樽市）にて、父・岩三郎、母・志満の長男として生まれる。生家の早川家は、丸越早川商店と称して、家内業・商取引に携わっていた商家であった。
- 1908年（明治41年）庁立小樽中学校（現・北海道小樽潮陵高等学校）入学。
- 1914年（大正3年） 東北帝国大学農科大学（現・北海道大学）予科に入学し、英語の試験官・担当教授であった有島武郎に傾倒し、札幌の有島宅をしばしば訪問。同大学の『文部会会報』に「朝千吉」などの筆名で創作の発表を始める。
- 1915年（大正4年） 友人の高田紅果、出口豊泰らがこの年に創刊した文芸雑誌『白夜』に「朝千吉」の筆名で寄稿。
- 1918年（大正7年） 東北帝国大学農科大学予科卒業、北海道帝国大学農学部農学科第一部入学。
- 1919年（大正8年） 高田紅果、出口豊泰らとともに文化団体「小樽啓明会」を結成し、小樽高等商業学校教授の大西猪之介を講師に迎え、第一回講演会を開催。
- 1921年（大正10年） 卒業論文「収穫逓減法則に就て」を提出し、北海道帝国大学を卒業。純理論経済学を深く学ぶためドイツに留学。高岡熊雄と大西猪之介の紹介状を携え、ボン大学哲学科に入学し、ディーツェル、シュピートホフ、ヴェンツェルの3教授に師事。留学中も小樽の文学仲間の高田紅果、本間勇児、出口豊泰、友人の漁夫画家の木田金次郎らと文通を続ける。
- 1922年（大正12年） ベルリン大学法文哲学科に入学し、経済学を専攻。7月頃に有島武郎の死を知る。8-9月にドイツ在住の内科学者の酒井繁、応用化学者の中本実とともに北欧を旅行。
- 1923年（大正13年） 昆虫学者の小熊捍とローマを中心にヨーロッパを旅行。6月にウィーンでビーダーマン銀行の頭取となっていた経済学者シュンペーターに面会し、指導を仰ぐ[2]。
- 1924年（大正14年） 日本に帰国し、北海道帝国大学農学部講師に就任（農業経済学科教室勤務）。
- 1927年（昭和2年） 島崎藤村に短編・戯曲を送り、知遇を得る。
- 1930年（昭和5年） 最初の経済学研究書として、『純理経済学序論』を刊行。
- 1931年（昭和6年） シュンペーター教授が来日し、東京での3回の講演を聴講したほか、神戸商科大学での講演・討論に参加。山本たけと結婚。
- 1932年（昭和7年） 不況下の旭川での調査を端緒として、所得分布に関する実証的研究に向かう。戯曲「新しき縄」を『劇と評論』に発表。
- 1933年（昭和8年） 北海道全市町村に対し個人所得データに係る独自のアンケート調査を開始。道東の虹別（現・標茶町虹別）を訪れ、過酷な開拓地の実態に触れ、人間と土地の格闘の歴史を長編（後の「土と人」シリーズ）として著すことを構想。「新しき縄」が新劇座第9回講演として帝国ホテル演芸場にて上演、主演は花柳章太郎。
- 1934年（昭和9年）北海道帝国大学助教授に昇進し、経済学財政学講座を担当。『北大文芸』に長編「鶴の生息地」（後の「土と人」シリーズ第2部「処女地」）を連載開始。
- 1936年（昭和11年） 前年に弟と母が相次いで入院し、北海道帝国大学を辞職し、家業を継ぐも、学会活動と文芸創作は継続。
- 1939年（昭和14年） 島崎藤村を訪問し、中島健蔵を紹介される。
- 1942年（昭和17年） 「土と人」シリーズの初刊本として、第2部『処女地』刊行。
- 1944年（昭和19年） 「土と人」シリーズ第3部『土から生まれるもの』、第4部『生ける地』刊行。
- 1945年（昭和20年） 「土と人」シリーズ第1部『根』刊行、第5部「地飢ゆ」を追加決定。
- 1948年（昭和23年） 小樽経済専門学校教授に就任し、同校附属図書館長にも就任[3]。
- 1949年（昭和24年） 新制大学昇格に伴い、小樽商科大学教授となり、経済原論・経済学史を担当。新生新派一座の花柳章太郎らと会い、「新しき縄」再上演の希望を聞く。
- 1950年（昭和25年） イギリスの詩人エドマンド・ブランデンに詩集『エムブリオ』英訳文を送り、批評私信を受け取る。「土と人」シリーズの第6部「蘖（ひこばえ）」を構想。
- 1951年（昭和26年） 日本の所得分布でパレート法則を検証した英語論文が、権威ある経済学の学術雑誌であるエコノメトリカ誌に掲載（同誌には日本人としては初）。北海道経済学会創設に尽力し、初代代表理事に就任[4][5]。
- 1952年（昭和27年） 新生新派一座による「新しき縄」が大阪朝日開局一周年記念として放送。
- 1953年（昭和28年） 北海道から北海道道民所得調査委員会委員を委嘱（1957年12月まで）。
- 1956年（昭和31年） 早稲田大学の久保田明光教授と懇談し、東京に出ることを考え始める。小樽での日本統計学会の開催に尽力。
- 1957年（昭和32年） 小樽商科大学を辞し、東京に移住し、早稲田大学教育学部教授に就任。
- 1958年（昭和33年） 有島武郎を題材とした長編小説「或る地主」を構想。ニセコの有島農場解放記念館跡地を訪問し、木田金次郎に有島農場事務所の間取り等を書簡で問い合わせる。
- 1959年（昭和34年） 「新しき縄」がラジオ東京のラジオドラマでオンエア。その後、全国放送。
- 1960年（昭和35年） 「パレート法則による所得と財産分布に関する研究」により早稲田大学の経済学博士の学位取得。
- 1961年（昭和36年） 「土と人」シリーズの第5部と第6部の構成を検討し、第1部を再推敲。
- 1962年（昭和37年） 「土と人」シリーズの第2部と第5部を再推敲し、ほぼ完了。小樽にて死去。当初、従五位が贈られたが[6]、改めて正五位が贈られた。

## 著作・作品

### 単著（経済学）
- 『純理経済学序論』（岩波書店, 1930）
- 『動的均衡及び動態に関するパレートの基礎方程式』（丸善, 1932.4）

### 翻訳（経済学）
- 『レオン・ワルラアス純粹經濟學入門』（日本評論社, 1931.2）
- パレート『數學的經濟均衡理論』（丸善, 1931.9）

### 主要論文（経済学）
- 「經濟學者としての大西教授 : 追憶」『商學討究』第7巻第1号、小樽高等商業學校研究室、1932年6月、85-97頁。
- 「クールノーの國際貿易理論に對するパレートの批評」『法經會論叢』第2号、北海道帝國大學法經會、1934年1月、57-74頁。
- 「旭川市に於ける所得分布」『法經會論叢』第3号、北海道帝國大學法經會、1934年11月、45-55頁。
- 「パレートのオフェリミテと無差別線」『日本經濟學會年報』第1号、日本經濟學會、1941年11月、63-90頁。
- 「所得のパレート線について」『日本經濟學會年報』第2号、日本經濟學會、1942年11月、213-223頁。
- 「<研究> 經濟社會學と經濟學」『社会経済研究』第8-9号、小樽經濟専門學校經濟研究所、1948年8月、1-10頁。
- 「財産の分布に關する一考察」『小樽商科大學開學記念論文集』第2号、栗田源助、1950年3月、89-136頁。
- 「質銀の分布に関するノート Notes on the Distribution of wages」『商學討究』第1巻第1号、小樽商科大学、1950年11月、1-31頁。
- 「CharlierのB型頻度曲線による所得分布」『季刊 理論経済学』第2巻第3号、日本経済学会、1951年、129-135頁。
- 「所得ピラミッドの端初的形態 The Primitive Form of the Theory Investment」『商學討究』第2巻第1号、小樽商科大学、1951年7月、39-48頁。
- “The Application of Pareto's Law of Income to Japanese Data”. Econometrica (The Econometric Society) 19 (2):  174-183. (1951). doi:10.2307/1905732. JSTOR 1905732.
- 「北海道における所得分布に関するパレートのα,ヂニのδ並にローレンツのλ Pareto's α,Gini's δ and Lorenz's λ of the Income-distribution in Hokkaido」『商學討究』第2巻第4号、小樽商科大学、1952年3月、1-31頁。
- 「<論説>札幌市における所得分布 <Articles>The Distribution of Income in Sapporo City」『商學討究』第3巻第2号、小樽商科大学、1952年9月、93-139頁。
- 「<論説>東北六県に於ける所得分布 <article>The Income-Distribution in Six North-Eastern Prefectures of Japan」『商學討究』第4巻第2号、小樽商科大学、1953年9月、143-162頁。
- 「<論説>北海道における所得分布の地域差 <article>Regional Difference in the Distribution of Incomes in Hokkaido」『商學討究』第5巻第2号、小樽商科大学、1954年10月、1-13頁。
- 「<論説>東京都並にその隣接諸県における所得分布(その一) <article>Distribution of Income in Tokyo and Its Neighbouring Prefectures」『商學討究』第6巻第2号、小樽商科大学、1955年9月、55-67頁。
- 「<論説>東京都並にその隣接諸県における所得分布(そのニ) <Articles>Distribution of Income in Tokyo and Its Neighbouring Prefectures(II)」『商學討究』第6巻第4号、小樽商科大学、1956年3月、1-11頁。
- 「ヴィルフレド・パレート『経済学提要』」『経済セミナー』第12号、日本評論社、1958年2月、46-49頁。
- 「ローザンヌ学派(1)」『経済セミナー』第18号、日本評論社、1958年6月、9-12頁。
- 「ローザンヌ学派(2)」『経済セミナー』第19号、日本評論社、1958年7月、5-8頁。
- 「ローザンヌ学派(3)」『経済セミナー』第20号、日本評論社、1958年8月、5-8頁。
- 「経済均衡論の創始者ワルラス」『経済往来』第12巻第9号、日本評論社、1960年9月。

### 小説
- 『青鷸　短篇小説集』（明窓社, 1933）
- 『ル・シラアヂユ（船あと）』（明窓社, 1934）
- 『処女地　土と人 第2部』（元元書房, 1942.12）
- 『土から生まれるもの　土と人 第3部』（元元書房, 1944）
- 『生ける地　土と人 第4部』（宝文館, 1944.8）
- 『根 土と人 第1部』（寶文館, 1945.2）
- 『若い地主』（青年論壇社, 1947）
- 『地飢ゆ　土と人 第5部』（中央公論事業出版, 2012）

### 戯曲
- 『聖女の肉体（戯曲集1）』（明窓社, 1932）
- 『トレ グラチエ（戯曲集2）』（私家版, 1936）
- 『マダム レア（戯曲集3）』（私家版, 1937）

### 詩集
- 『エムブリオ（胚珠）詩集』（私家版, 1936）

### 随筆
- 『ラインのほとり』（明窓社, 1933）